# Micotoxina T-2
T-2 é uma micotoxina do grupo dos tricotecenos. É um subproduto de bolores do género Fusarium, sendo tóxica para humanos e animais. A condição clínica que causa é chamada aleucia tóxica alimentar e são vários os sintomas relacionados com vários órgãos tão diversos como a pele, vias respiratórias, e estômago, causados por ingestão de cereais bolorentos.